# Rembrandthof (Wien)

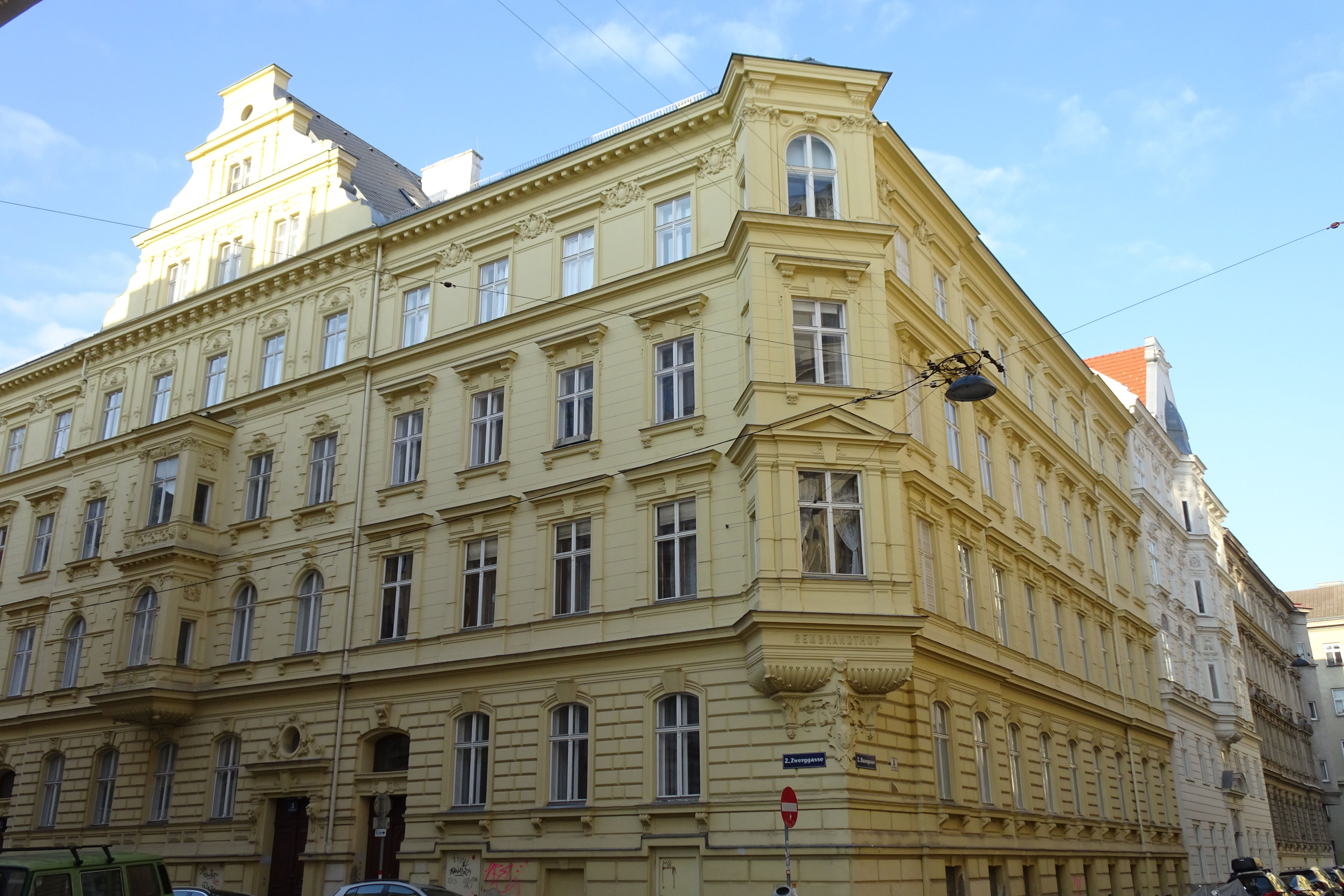
Ansicht der Ecke Zwerggasse (links) und Haasgasse

Der Rembrandthof ist ein aus vier Gebäuden bestehender Zinshauskomplex im 2. Wiener Gemeindebezirk Leopoldstadt. Es handelt sich um die 1883/84 erfolgte Bebauung des gesamten Häuserblocks Rembrandtstraße / Krafftgasse / Haasgasse / Zwerggasse. Das Haus mit der Front zur Zwerggasse steht unter Denkmalschutz (Listeneintrag). Er ist nach seiner Lage an der 1875 angelegten Rembrandtstraße benannt, die wiederum nach Rembrandt van Rijn benannt ist.
Bei den Häusern handelt es sich jeweils um die Adressen Zwerggasse 1, 3, 5 (ident Rembrandtstraße 20 und Haasgasse 5), Rembrandstraße 22, Krafftgasse 2, 4, 6 (ident Rembrandtstraße 24 und Haasgasse 9) sowie Haasgasse 7.
Die im Stil des Späthistorismus gehaltene Komplex war einheitlich gestaltet, die ursprüngliche Fassade ist aber nur mehr an Zwerggasse und Haasgasse erhalten. Zur Krafftgasse und größtenteils zur Rembrandtstraße hin wurde der Fassadendekor abgeschlagen, Rembrandtraße 22 wurde zusätzlich durch einen Dachaufbau im frühen 21. Jahrhundert verändert.  Beim Haus Haasgasse 7 wurde der Dekor restauriert. Beim Haus zur Krafftgasse blieb der Fassadendekor nur zur Haasgasse hin erhalten, er zeigt sich mit minimalen Abweichungen (Sprenggiebel oberhalb der Fenster des ersten Obergeschoßes) als Weiterführung des Fassadendekors der anderen beiden Häuser in der Haasgasse.

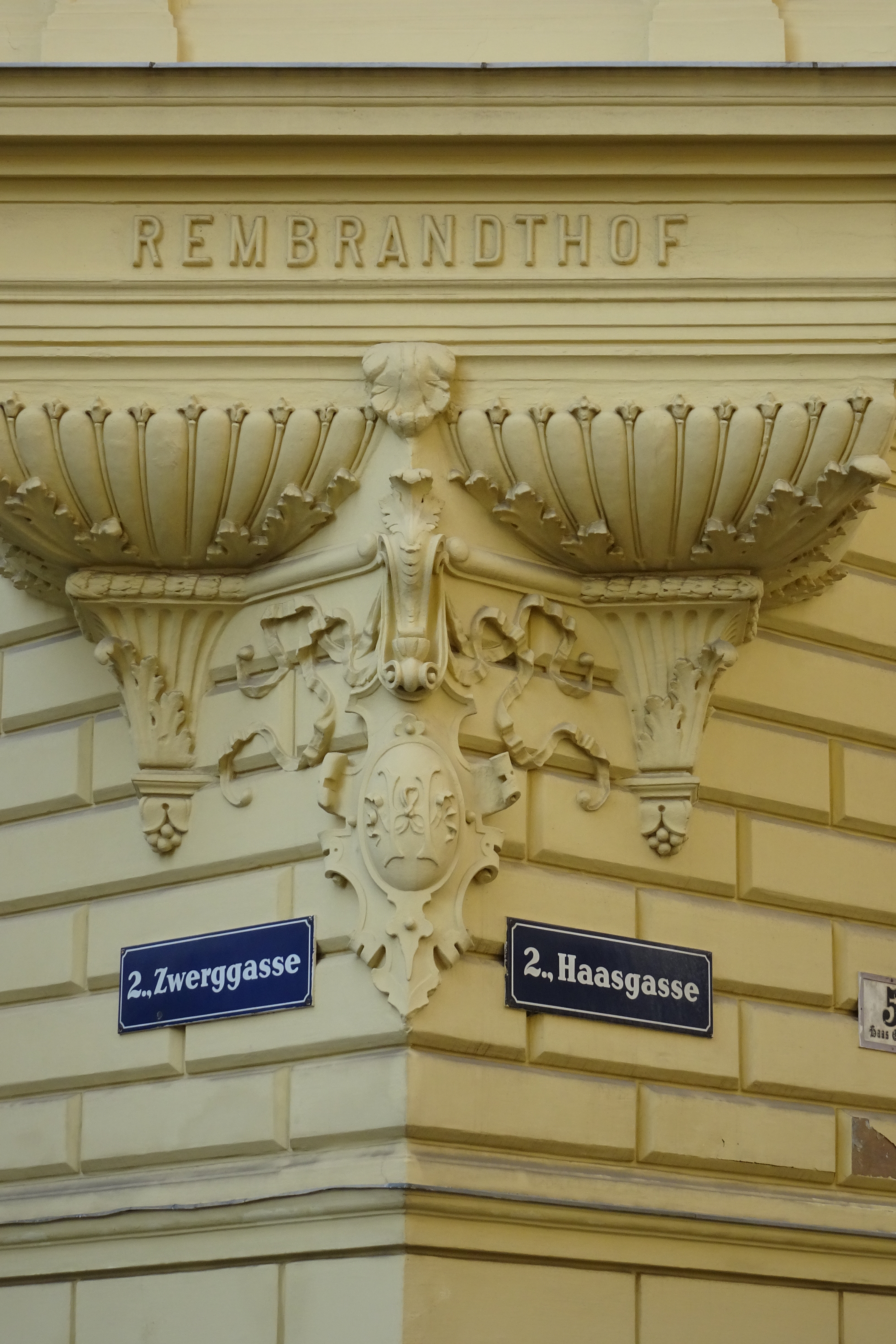
Aufschrift an der Ecke Zwerggasse / Haasgasse
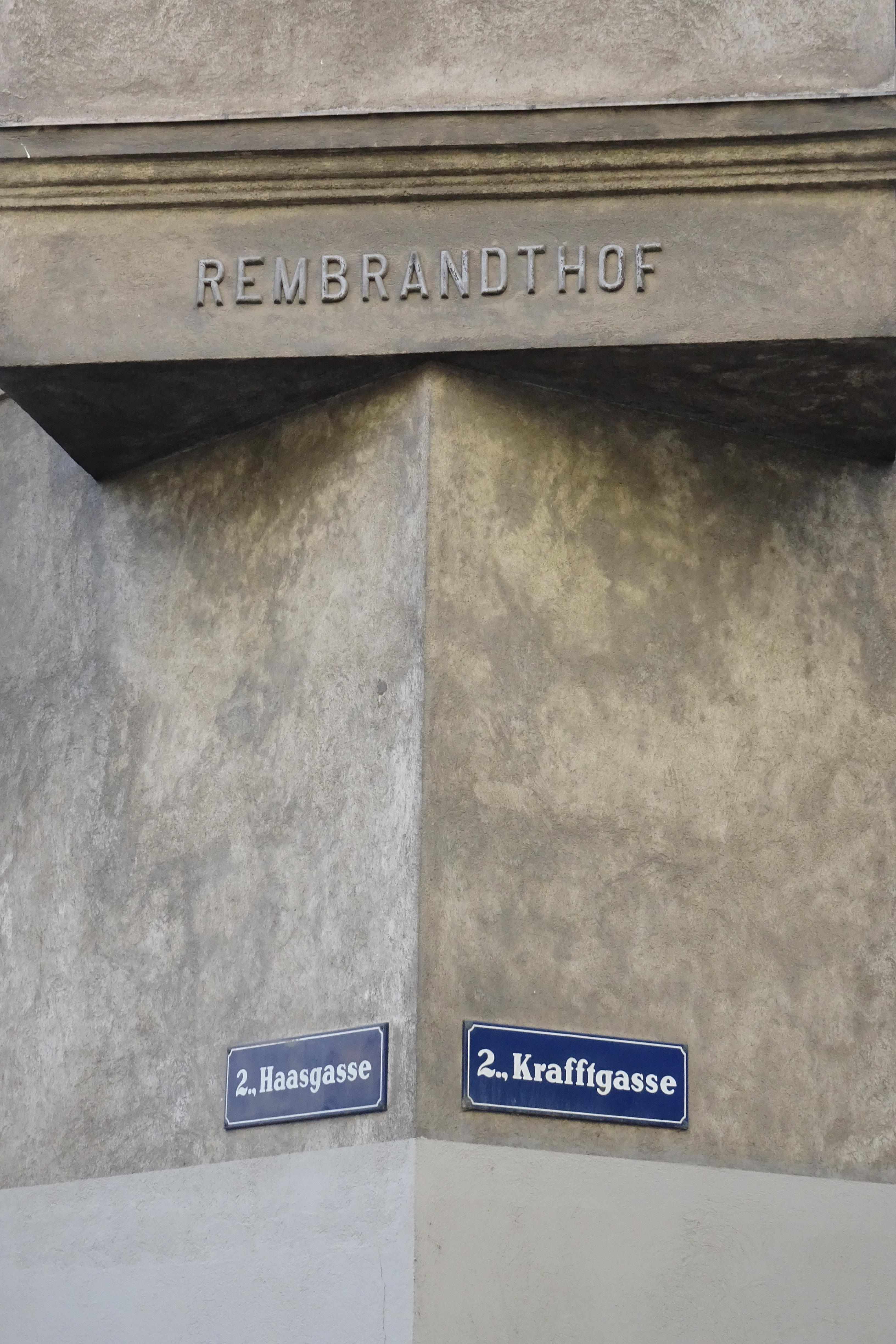
Aufschrift an der Ecke Haasgasse / Krafftgasse
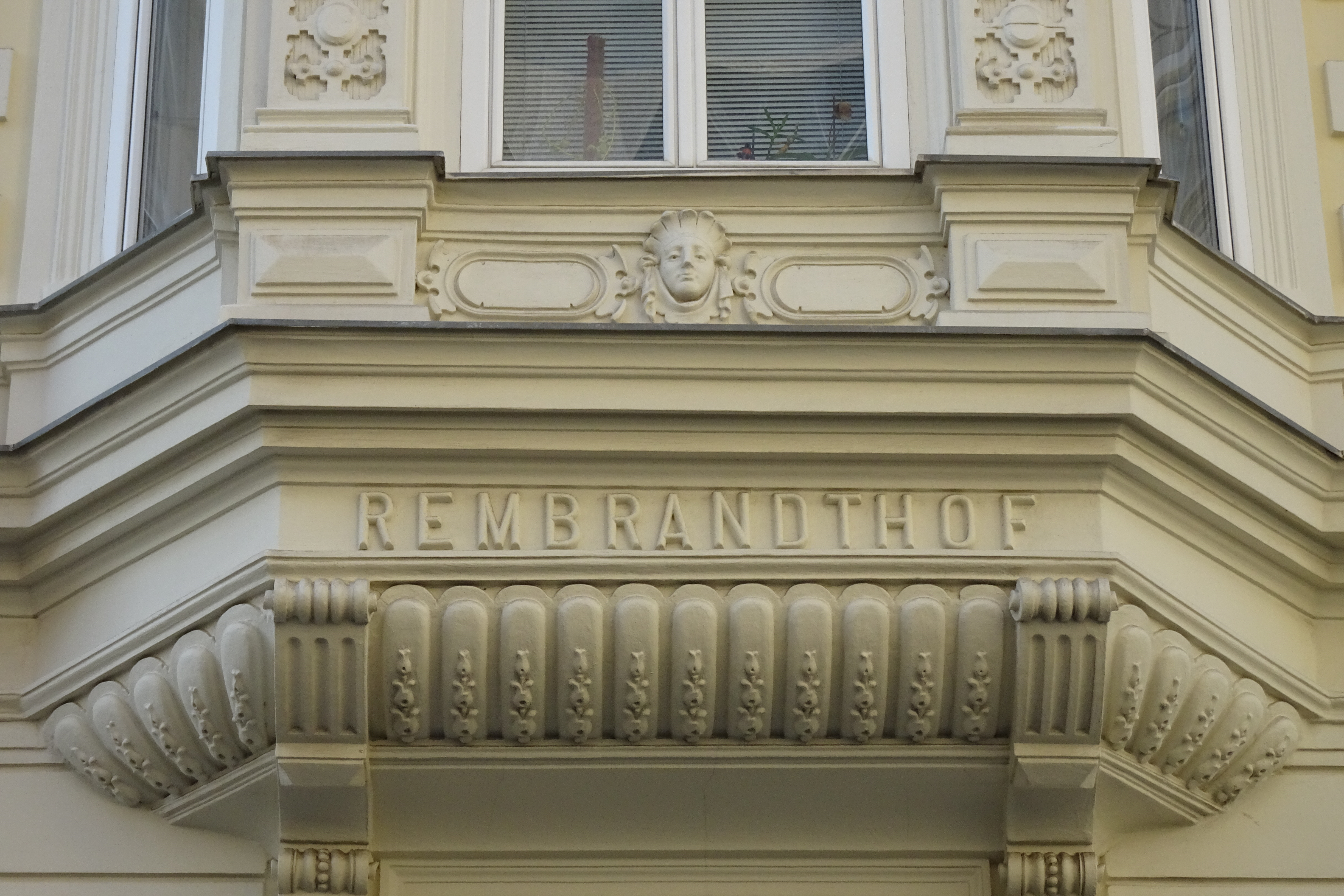
Aufschrift am Haus Haasgasse 7

Die Häuser zur Zwerggasse und Krafftgasse sowie die mittleren Häuser zur Rembrandtgasse bzw. Haasgasse sind jeweils symmetrisch angelegt, an allen vier Ecken befindet sich ein Eckerker, der jeweils an seinem Sockel die Aufschrift „Rembrandthof“ enthält. Die Mittelhäuser haben oberhalb des Einganges jeweils einen dreigeschoßigen Mittelerker, bei Haasgasse 7 ist ebenfalls die Aufschrift zu finden. Bei den Häusern mit Längsfront zur Zwerggasse und Krafftgassen treten die mittleren fünf Achsen in Form eines flachen Risaliten hervor, die jeweils mittlere Achse weist einen, allerdings nur zweigeschoßigen, Erker auf. Diese Risalite sind jeweils übergiebelt. Eine Besonderheit des Hauses Haasgasse 7 sind ferner in Sgraffito ausgeführte Portraitdarstellungen in den Fensterlünetten.

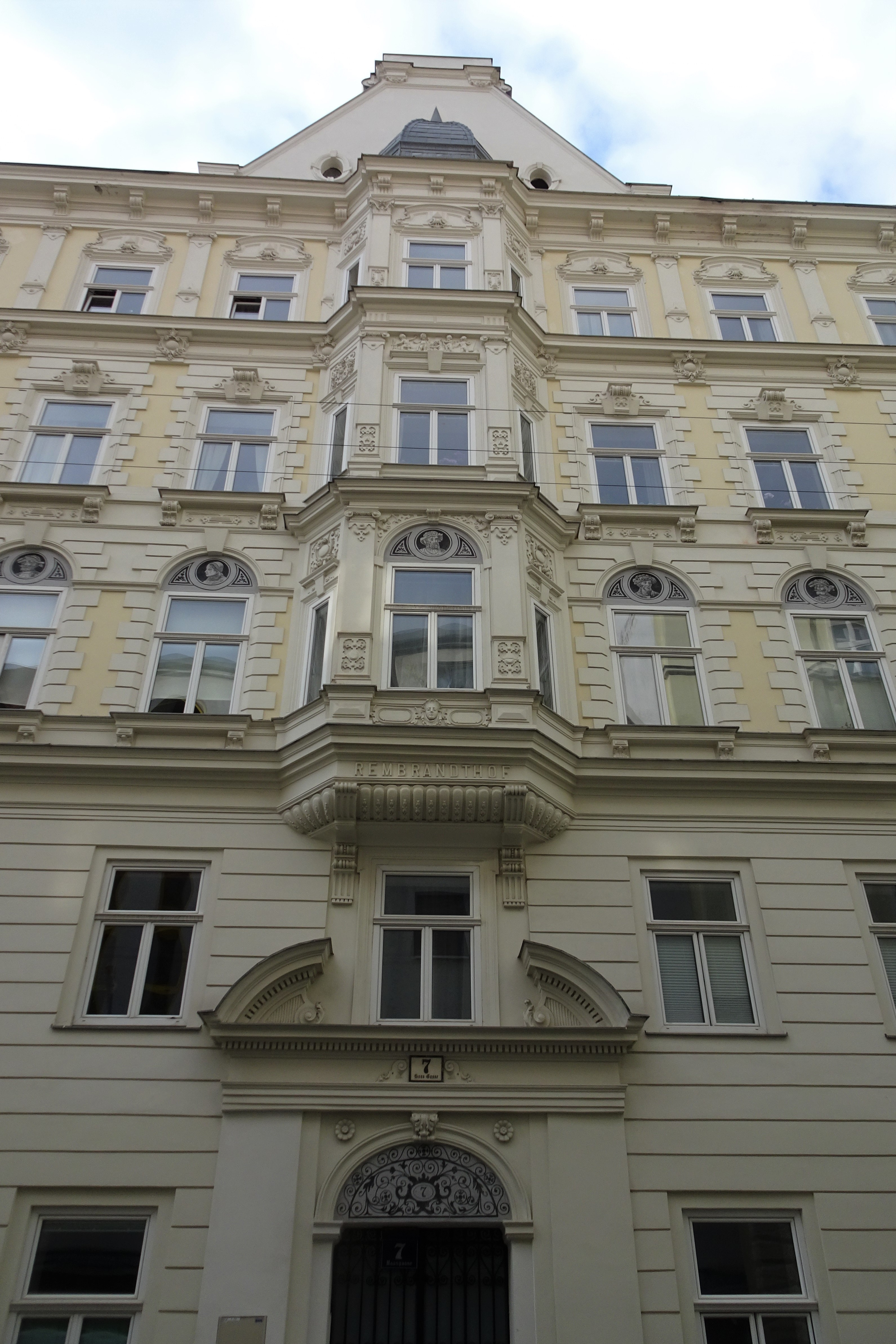
Haus Haasgasse 7
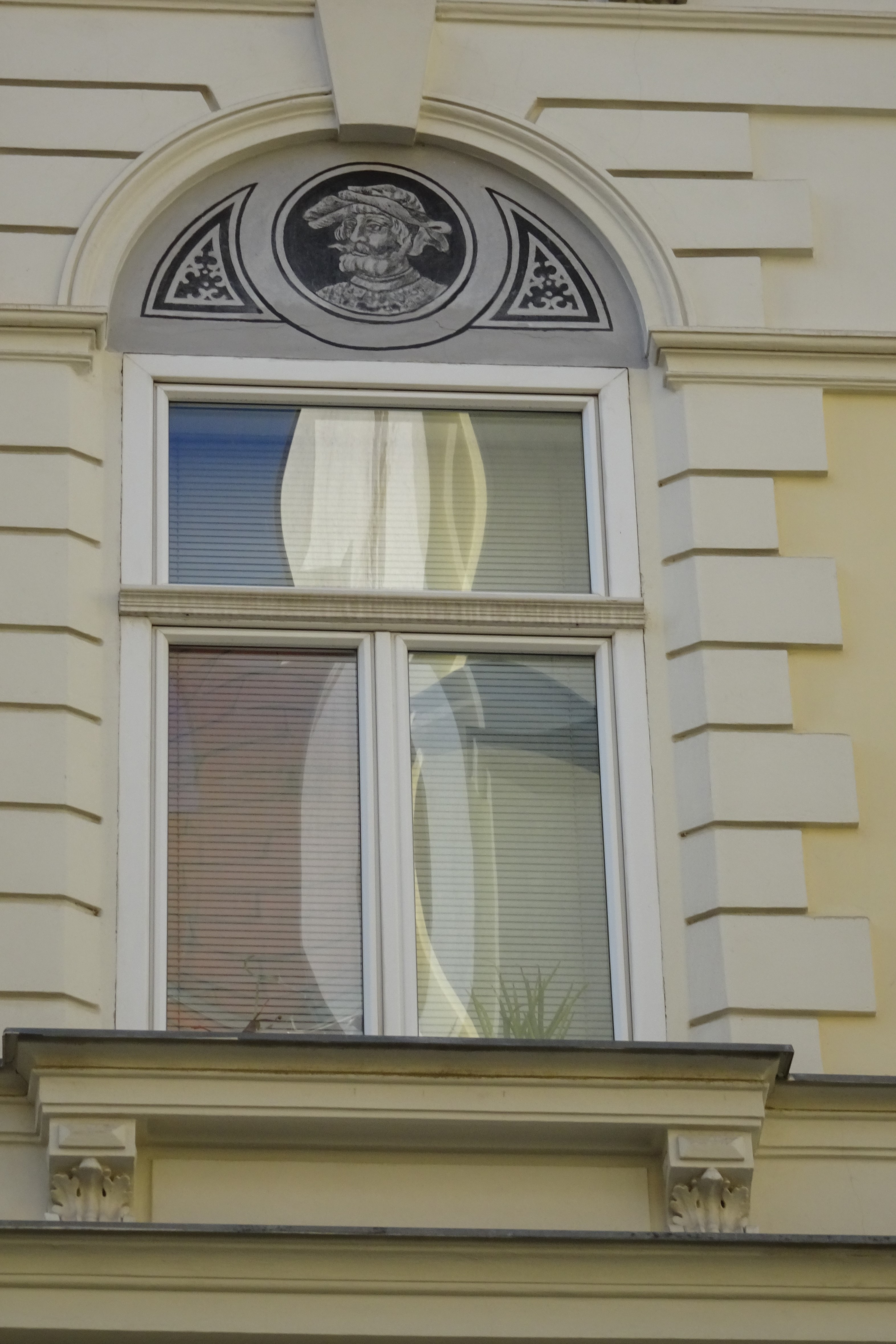
Detail des Hauses Haasgasse 7
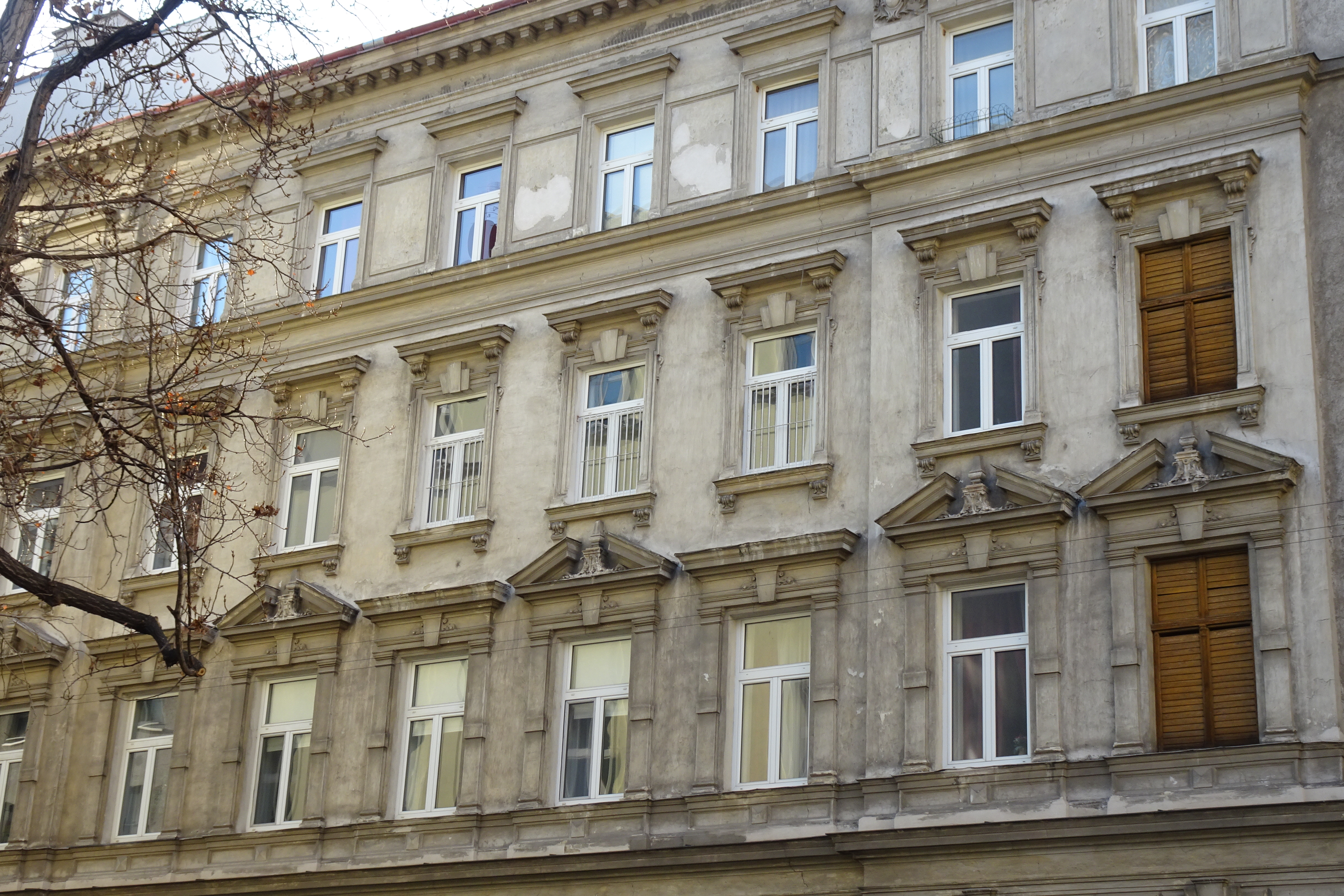
Fassade des Hauses Krafftgasse 2, 4, 6 zur Haasgasse
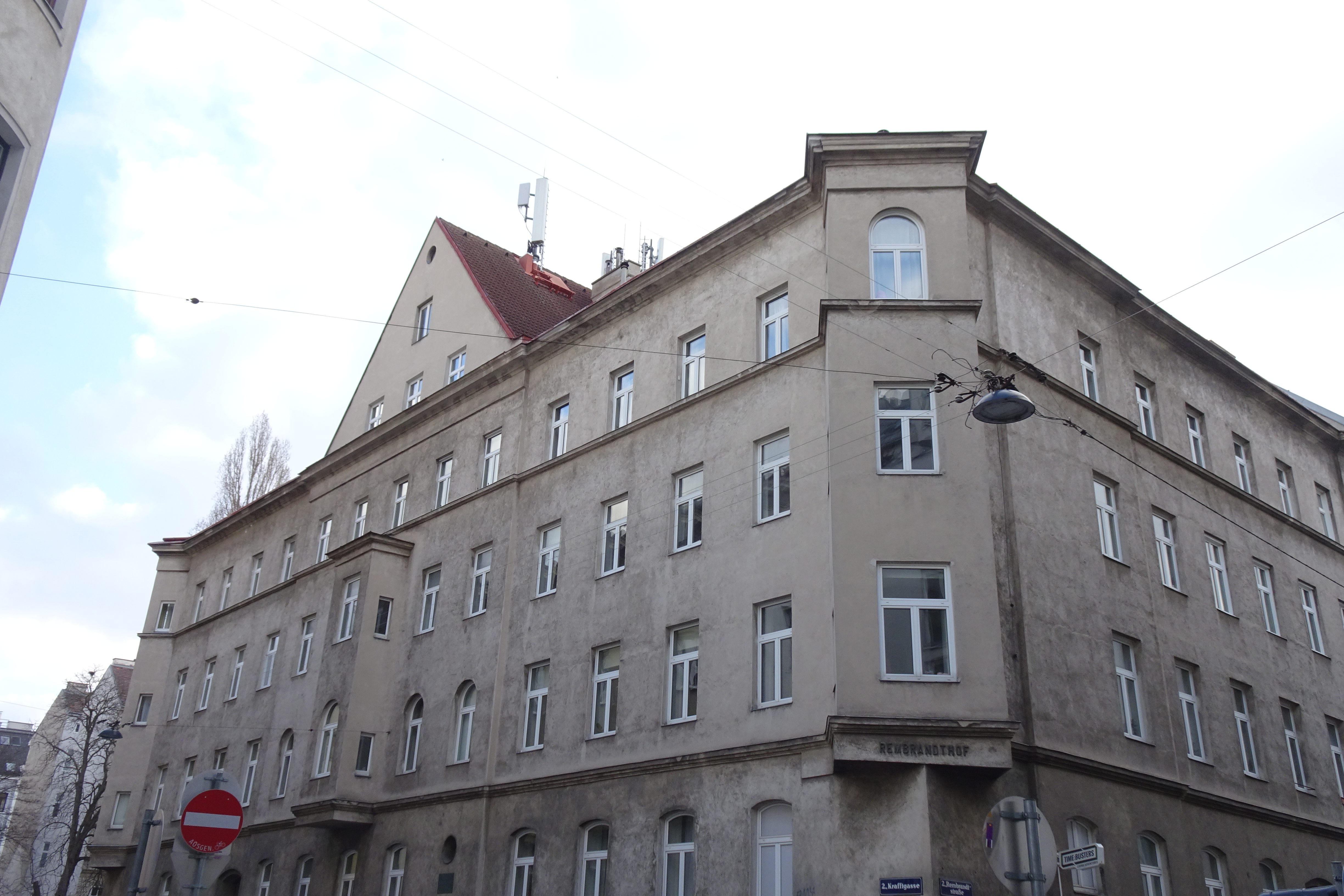
Das Haus Krafftgasse2, 4, 6 mit abgeräumtem Fassadendekor

Da nur mehr das Haus zur Zwerggasse annähernd original erhalten ist, wird der Häuserblock oft nicht mehr als Ensemble wahrgenommen und nur dieses als „Rembrandthof“ bezeichnet,  die Aufschriften an den Eckerkern und die symmetrische Bauweise zeigen aber deutlich die Zusammengehörigkeit der vier Häuser.